# Chiến tranh giành độc lập Chile
Chiến tranh giành độc lập Chile là một cuộc xung đột vũ trang giữa người criollo Chile ủng hộ độc lập việc tìm kiếm sự độc lập chính trị và kinh tế từ Tây Ban Nha và những người criollo bảo hoàng - những người ủng hộ tiếp tục sự trung thành và vĩnh cửu trong Đế quốc Tây Ban Nha của Tổng thủ lĩnh trưởng hile.
Ngày bắt đầu của cuộc chiến tranh giành độc lập theo truyền thống là ngày 18 tháng 9 năm 1810, tùy thuộc vào các thời hạn sử dụng để xác định cuối cùng, kéo dài cho đến năm 1821, khi lực lượng bảo hoàng đã bị lực lượng José de San Martín đánh bật khỏiđất liền Chile, hoặc 1826, khi quân đội Tây Ban Nha cuối cùng đầu hàng và quần đảo Chiloé được sáp nhập vào nước Cộng hòa Chile. Một tuyên bố độc lập đã được chính thức phát hành Chile ngày 12 tháng 2 năm 1818 và chính thức công nhận bởi Tây Ban Nha vào năm 1844, khi quan hệ ngoại giao đầy đủ đã được thành lập.
Chiến tranh giành độc lập Chile là một phần của các cuộc chiến tranh giành độc lập ở châu Mỹ thuộc Tây Ban Nha. Việc mong muốn độc lập khỏi không nhận được sự ủng hộ đồng thuận giữa những người Chile, có hai nhóm bảo hoàng và ủng hộ độc lập. Những gì bắt đầu như là một phong trào chính trị giữa các tầng lớp tinh hoa chống lại quyền lực thực dân, kết thúc một cuộc chiến tranh dân sự đầy đủ. Theo truyền thống, quá trình này được chia thành ba giai đoạn: Vieja Patria, 1810-1814; Reconquista, 1814-1817, và Nueva Patria, 1817-1823.

## Bối cảnh
Vào lúc bắt đầu của 1808, Tổng thống lĩnh Chile-một trong các thuộc địa nhỏ nhất và nghèo nhất của Đế quốc Tây Ban Nha dưới sự quản lý của Luis Muñoz de Guzmán, Thống đốc Hoàng gia có tài và đáng kính và được người ta ưa thích. Trong tháng 5 năm 1808, việc lật đổ của Charles IV và Ferdinand VII, thay thế họ bằng Joseph Bonaparte và bắt đầu cuộc chiến tranh bán đảo đẩy Đế quốc vào một trạng thái kích động. Trong khi đó, Chile đã phải đối mặt với vấn đề chính trị nội bộ của riêng của mình. Thống đốc Guzmán đột ngột qua đời vào tháng 2 năm đó và triều đình Tây Ban Nha đã không thể bổ nhiệm một thống đốc mới trước khi cuộc xâm lược. Sau một thời gian ngắn cai trị bởi một nhiếp tạm thời Juan Rodríguez Ballesteros, và theo quy định của luật kế vị vào thời điểm đó, chức vụ đã được yêu sách và đảm nhận bởi các chỉ huy quân sự cao cấp nhất, người bất ngờ vào tay thiếu tướng Francisco García Carrasco.
García Carrasco đã nắm giữ chức Thống đốc của Chile vào tháng Tư và vào tháng Tám những tin tức về cuộc xâm lược của Napoleon đối với Tây Ban Nha và sự thích ứng của một Junta trung ương tối cao cai trị đế chế trong sự vắng mặt của một vị vua hợp pháp đối với xứ này. Trong khi đó, Charlotte Joaquina, em gái của Ferdinand và vợ của vua Bồ Đào Nha, những người đang sống ở Brasil, cũng đã cố gắng để có được quyền quản lý đối với các lãnh địa Tây Ban Nha ở châu Mỹ Latinh. Do cha và anh trai của bà đang bị giam giữ làm tù nhân ở Pháp, bà coi mình như là người thừa kế của dòng họ đang bị giam cầm của bà. Được người ta cho là trong số kế hoạch của bà có ý phái quân đội chiếm Buenos Aires và miền bắc Argentina và tự phong mình là Nữ hoàng La Plata.
Thiếu tướng García Carrasco là một người có cách cư xử thô lỗ và trong một thời gian ngắn đã có thể đưa những người criollo tinh hoa vào khuôn khổ chỉ huy của mình. Tại Chile, như ở hầu hết các nước Mĩ Latinh, có một số kích động độc lập nhưng tối thiểu và tập trung trong âm mưu không mang lại kết quả Tres Antonioso năm 1781. Đa số người dân là những người bảo hoàng nhiệt thành nhưng được chia thành hai nhóm: những người ủng hộ hiện trạng status quo và quyền thiêng liêng của Ferdinand VII (được gọi là những người chuyên chế) và những người muốn công bố Charlotte Joaquina là Nữ hoàng (được gọi là carlotists). Một nhóm thứ ba gồm những người đề xuất sự thay thế của các nhà chức trách Tây Ban Nha bằng một chính quyền địa phương quân sự gồm những công dân nổi bật, đó sẽ phù hợp với một chính phủ lâm thời để loại trừ sự vắng mặt của nhà vua và một Tây Ban Nha độc lập (được gọi là juntistas).
Vào năm 1809, Thống đốc García Carrasco bị dính tới vụ án tham nhũng (scandal Bọ cạp) những lãnh đạo muốn loại bỏ ông khỏi chức vụ. Từ lúc đó áp lực để loại bỏ ông bắt đầu được tính tới. Trong tháng 6 năm 1810 tin tức đến từ Buenos Aires rằng lực lượng Napoleon Bonaparte đã chinh phạt Andalusia và đang bao vây Cádiz, các doanh trại cuối cùng chống Pháp trên đất Tây Ban Nha. Hơn nữa, Tối cao Trung ương Junta, vốn đã cai trị Đế chế trong 2 năm qua, đã bãi bỏ chính bằng Hội đồng Nhiếp chính. García Carrasco, là một người ủng hộ nhóm carlotist, đã gia tăng đàn áp chính trị bằng các biện pháp độc tài và khắc nghiệt, chẳng hạn như việc bắt giữ và trục xuất đến Lima mà không theo đúng thủ tục các nhân vật nổi tiếng và nổi bật trong xã hội dưới sự nghi ngờ đơn giản là có ý tưởng chống chính quyền. Trong số những người bị bắt là José Antonio de Rojas, Juan Antonio Ovalle và Bernardo de Vera y Pintado.
Lấy cảm hứng từ cuộc Cách mạng tháng 5 tại Argentina, các phong trào tự chủ cũng đã phổ biến qua các tầng lớp Criollo. Họ phẫn nộ vì các vụ bắt giữ bất hợp pháp, cùng với những tin tức mà Cádiz là lãnh thổ Tây Ban Nha tự do cuối cùng, và kiên quyết phản đối Thống đốc. Chuẩn tướng García Carrasco đã bị miễn nhiệm và buộc phải từ chức vào ngày 16 tháng 7 năm 1810, là lần lượt thay thế bởi những người lính cao cấp tiếp theo, Mateo de Toro Zambrano Hầu tước xứ la Conquista, mặc dù là Thống đốc hợp pháp, nhưng Francisco Javier de Elio lại được chỉ định bởi Phó vương của Peru.
Hầu tước Toro Zambrano được, đủ tất cả các tiêu chuẩn, nhưng được lựa chọn không chính thống. Ông đã quá già (82 tuổi vào thời điểm đó) và hơn nữa là người "Criollo" (sinh ra ở các thuộc địa) trái ngược với người "bán đảo" (sinh ra ở Tây Ban Nha). Ngay sau khi được bổ nhiệm vào tháng 7, juntistas bắt đầu vận động giúp ông hình thành một chính quyền junta. Trong tháng 8, trước đám đông Tòa án Phúc thẩm Hoàng gia (tiếng Tây Ban Nha: Real Audiencia) tuyên thệ trung thành cho Hội đồng Nhiếp chính, gây áp lực gia tăng đối với Thống đốc. Sau khi do dự một thời gian, Toro Zambrano cuối cùng đã đồng ý tổ chức họp tại Cabildo (hội trường thành phố) ở Santiago để thảo luận về vấn đề này. Ngày họp được thiết lập lúc 11:00 ngày 18 tháng 9 năm 1810.

## Patria Vieja

### Junta thứ nhất
Tại phiên họp ngày 18 tháng 9 năm 1810, các juntistas chiếm khán đài và la hét "¡Junta queremos! ¡junta queremos!" ("Chúng tôi muốn Junta!, chúng tôi muốn junta !"). Hầu tước Toro Zambrano tuyên bố ủng hộ.
Chính quyền Junta Vương quốc Chile, còn được gọi Junta thứ nhất, được thành lập với quyền lực tương tự Chính quyền Hoàng gia. Hành động đầu tiên của họ là tuyên thệ trung thành với vua Ferdinand VII. Hầu tước Toro Zambrano đã được bầu làm Chủ tịch, và các chức vụ còn lại được phân phát đều cho tất cả các bên, nhưng quyền lực thực sự nằm trong tay thành viên Junta, Juan Martínez de Rozas.
| Chức vụ      | Họ và tên |
| ------------ | --- |
| Chủ tịch     | Mateo de Toro Zambrano |
| Phó Chủ tịch | José Martínez de Aldunate |
| Thành viên   | Fernando Márquez de la Plata Juan Martínez de Rozas Ignacio de la Carrera Cuevas Đại tá Francisco Javier de Reyna Juan Enrique Rosales |
| Thư ký       | José Gaspar Marín José Gregorio Argomedo                                                                                               |

Junta sau đó tiến hành một số biện pháp cụ thể là nguyện vọng người dân từ lâu: tạo ra một lực lượng dân quân để bảo vệ vương quốc, ra sắc lệnh tự do thương mại với tất cả các quốc gia liên minh với Tây Ban Nha hoặc trung lập, mức thuế duy nhất của 134% cho tất cả các hàng nhập khẩu (với ngoại lệ in ấn, sách và súng đó đã được miễn khỏi tất cả các loại thuế) và để tăng tính đại diện, ra lệnh triệu tập Quốc hội. Ngay lập tức, những mưu đồ chính trị bắt đầu giữa các tầng lớp cầm quyền, với tin tức về bất ổn chính trị và chiến tranh của châu Âu tất cả sắp xảy ra đồng thời. Junta cuối cùng đã quyết định cuộc bầu cử Quốc hội, được tạo thành từ 42 đại diện, sẽ được tổ chức vào năm 1811.
Ba khuynh hướng chính trị đã bắt đầu xuất hiện: cực đoan (tiếng Tây Ban Nha: exaltados), ôn hòa (tiếng Tây Ban Nha: moderados) và bảo hoàng (tiếng Tây Ban Nha: realistas). Các nhóm này đều kiên quyết chống lại độc lập từ Tây Ban Nha và phân biệt độc lập ở mức độ tự chủ về chính trị mà họ tìm kiếm. Những người ôn hòa, dưới sự lãnh đạo của José Miguel Infante, chiếm đa số, và muốn sự cải cách chậm rãi kể từ khi vua trở lại quyền lực, ông nghĩ rằng họ đang tìm kiếm độc lập và muốn trở lại tất cả những thay đổi. Những kẻ cực đoan là nhóm quan trọng thứ hai và họ ủng hộ mức độ tự do lớn hơn từ Ngai vàng và muốn cải cách nhanh hơn chỉ dừng lại khi độc lập hoàn toàn. Lãnh đạo của họ là Juan Martínez de Rozas. Phe Bảo hoàng chống lại bất kỳ sự cải cách mọi mặt và ủng hộ việc duy trì nguyên trạng.
Vào tháng 3/1811, 36 đại diện đã được bầu chọn trong tất cả thành phố lớn ngoại trừ Santiago và Valparaíso. Điều bất ngờ chính trị lớn cho đến thời điểm đó là tạo ra bởi trung tâm quyền lực khác, Concepción, trong đó phe bảo hoàng đã đánh bại phe ủng hộ Juan Martínez de Rozas. Ở phần còn lại tại Chile, kết quả được chia đều khá cân bằng: 12 đại biểu ủng hộ Rozas, 14 chống Rozas và 3 ủng hộ bảo hoàng. Vì vậy, cuộc bầu cử Santiago được coi là chìa khoá cho Rozas hy vọng tiếp tục nắm quyền. Cuộc bầu cử này lẽ ra phải diễn ra vào ngày 10/4, nhưng trước đó cuộc nổi dậy Figueroa đã bùng nổ (1/4).
Ngày 1/4, Đại tá Tomás de Figueroa thuộc phe bảo hoàng coi khái niệm về các cuộc bầu cử là quá dân tuý đã lãnh đạo nổi loạn ở Santiago. Nổi loạn bị dập tắt, Figueroa bị bắt và ngay lập tức bị thi hành xử tử. Cuộc nổi dậy thành công tạm thời phá hoại cuộc bầu cử, và phải hoãn lại. Cuối cùng, Đại hội Quốc gia được bầu cử một cách hợp pháp, và 6 đại diện từ Santiago đến từ phe Ôn hoà. Mặc dù vậy, cuộc nổi dậy cũng khuyến khích tình hình chính trị cực đoan. Mặc dù phe Ôn hoà tiếp tục ủng hộ kiểm soát chính trị của giới thượng lưu và quyền tự trị nhiều hơn không phá vỡ hoàn toàn từ Tây Ban Nha chiếm phần lớn ghế, phe thiểu số được hình thành từ các nhà cách mạng phe cực đoan những người bây giờ muốn hoàn toàn và tức thời độc lập từ Tây Ban Nha. Real Audiencia Chile, cột chống lâu đời cai trị của Tây Ban Nha, đã bị giải tán vì cho là "đồng loã" với cuộc nổi dậy. Ý tưởng độc lập toàn vẹn lần đầu tiên được khuếch đại. 